# Histoire junior
Histoire junior est un magazine français mensuel pour les adolescents traitant de l'histoire, de la Préhistoire jusqu'à nos jours. Son premier numéro est paru en octobre 2011. Il y a 11 numéros (1 par mois , sauf en Juillet -Août, un seul).Les numéros font 51 pages , sauf lors de 2 numéros spéciaux par an , où qu'un seul sujet est évoqué, où il y a 35 pages.Les abonnés reçoivent leur hors série le même mois .Ces hors séries portent sur des sujets , outre l'histoire , de l'éducation civique et de géographie.